# Gynothemis venipunctata
Gynothemis venipunctata är en trollsländeart som beskrevs av Philip Powell Calvert 1909. Gynothemis venipunctata ingår i släktet Gynothemis och familjen segeltrollsländor. Inga underarter finns listade i Catalogue of Life.